# Herning Museum of Contemporary Art
För Heart (musikalbum), se Heart (musikalbum)

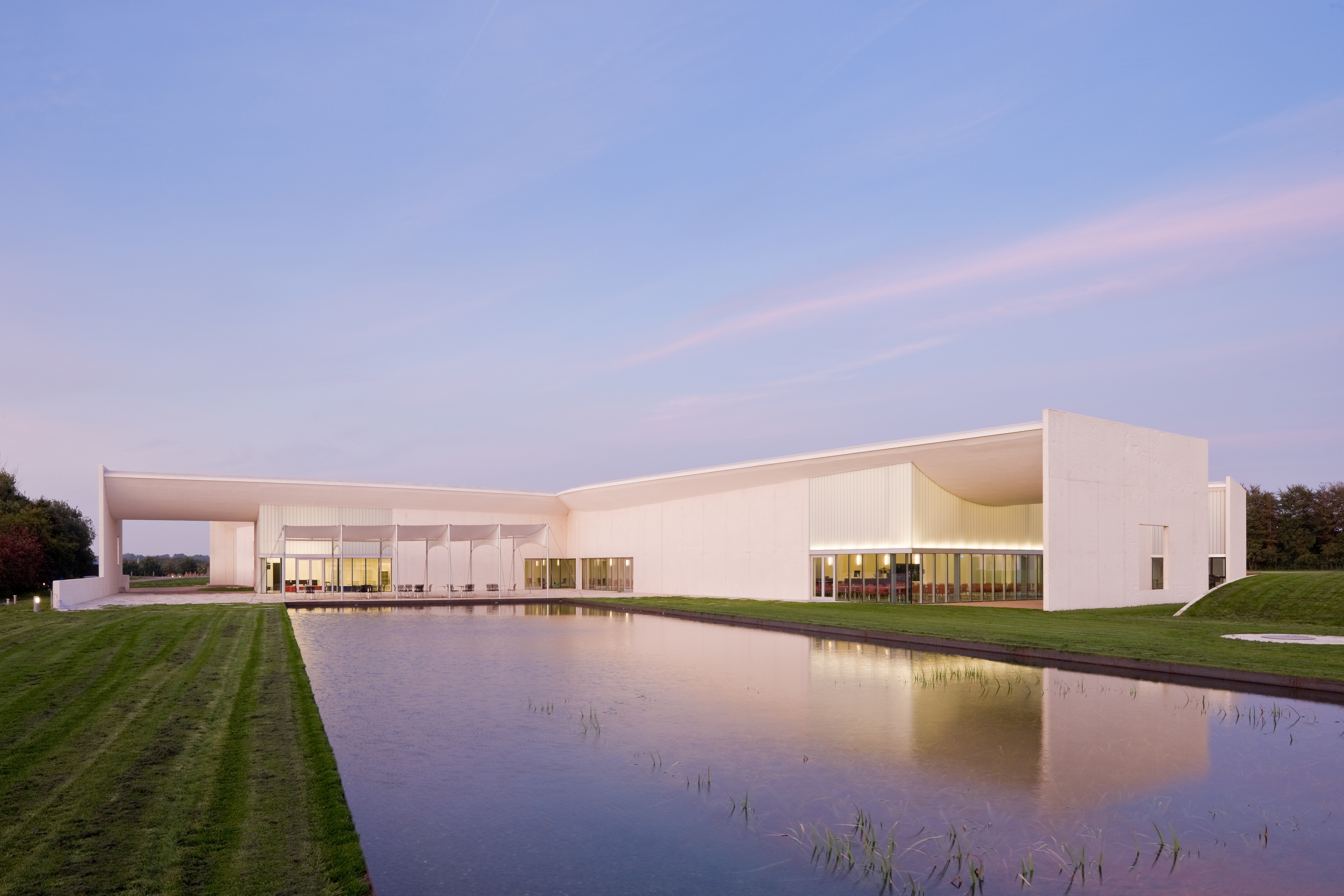
Herning Museum of Contemporary Art

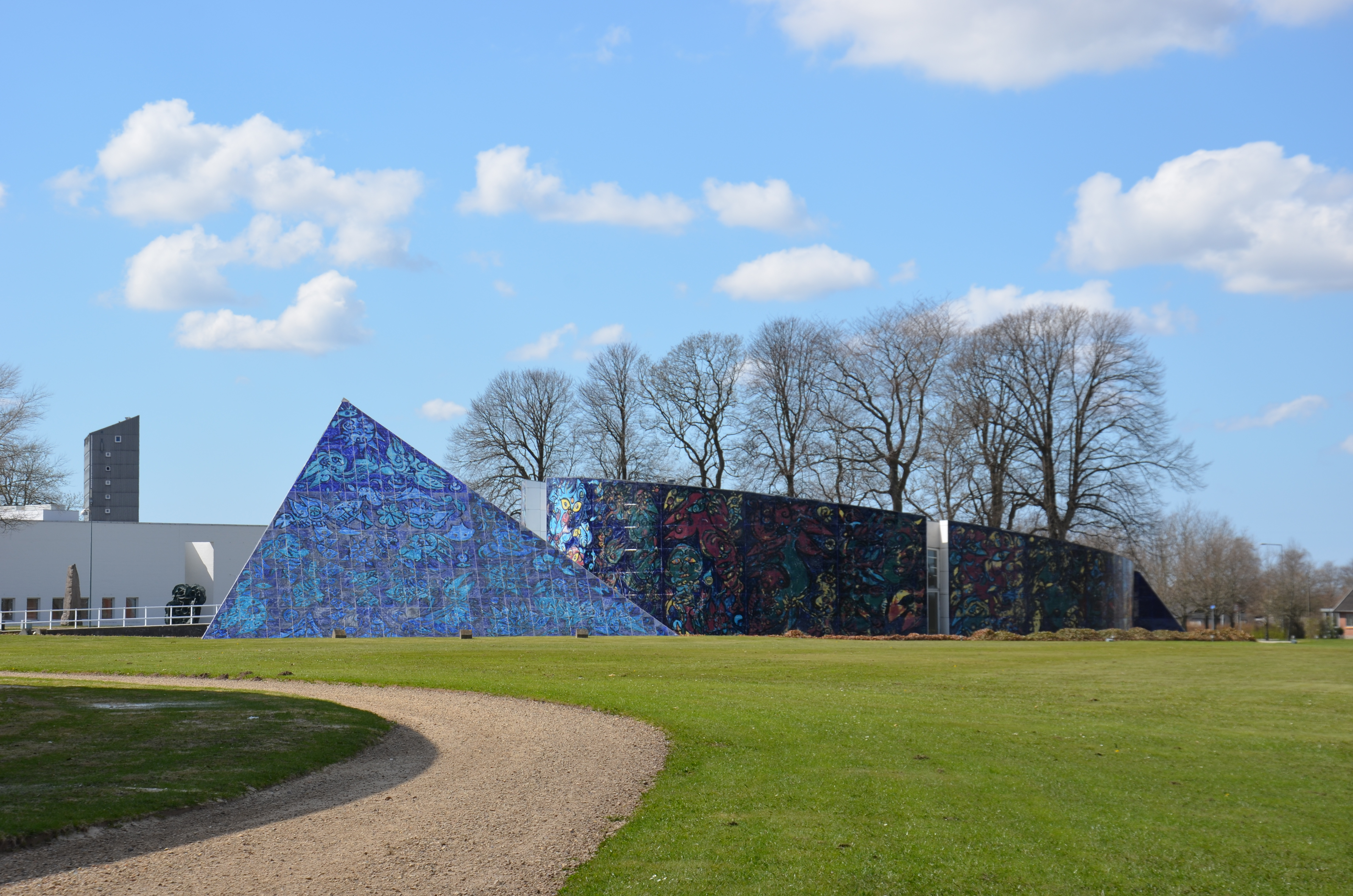
Carl-Henning Pedersen og Else Alfelts Museum, med Herning Museum of Contemporary Art i bakgrunden till vänster

HEART Herning Museum of Contemporary Art, tidigare Herning Kunstmuseum, är ett konstmuseum i Birk Centerpark i Herning kommun i Region Mittjylland i Danmark.
Herning Kunstmuseum var 1975-2009 lokaliserat i en rund byggnad i Birk Centerpark, som ritades av  Christian Frederik Møller och uppfördes 1965-66 för skjortfabriken Angli av dess ägare Aage Damgaard. Landskapsarkitekten Carl Theodor Sørensen ritade den bredvidliggande cirkulära skulpturparken. Från 2009 finns museet i ett nybyggt hus, ritat av Steven Holl, på en närbelägen tomt.
Museet ligger också tvärs över gatan från Carl-Henning Pedersen og Else Alfelts Museum. I närheten av finns skulpturen Elia av Ingvar Cronhammar.
En av konstmuseets mest betydande mecenater var Vitta Lysgaard, som bland annat ägde Tankskibsrederiet Herning.